# Вікторія-Фолз

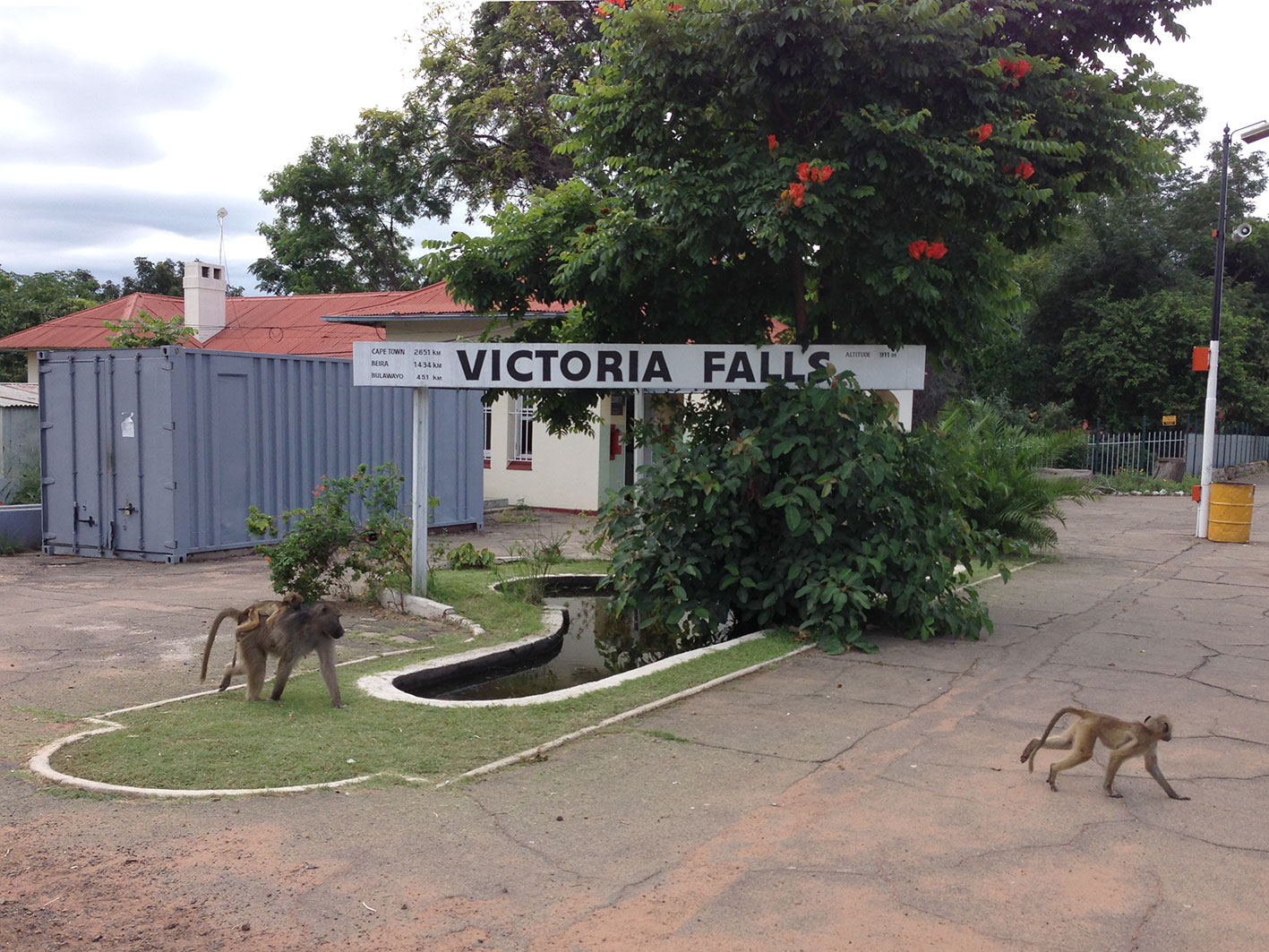
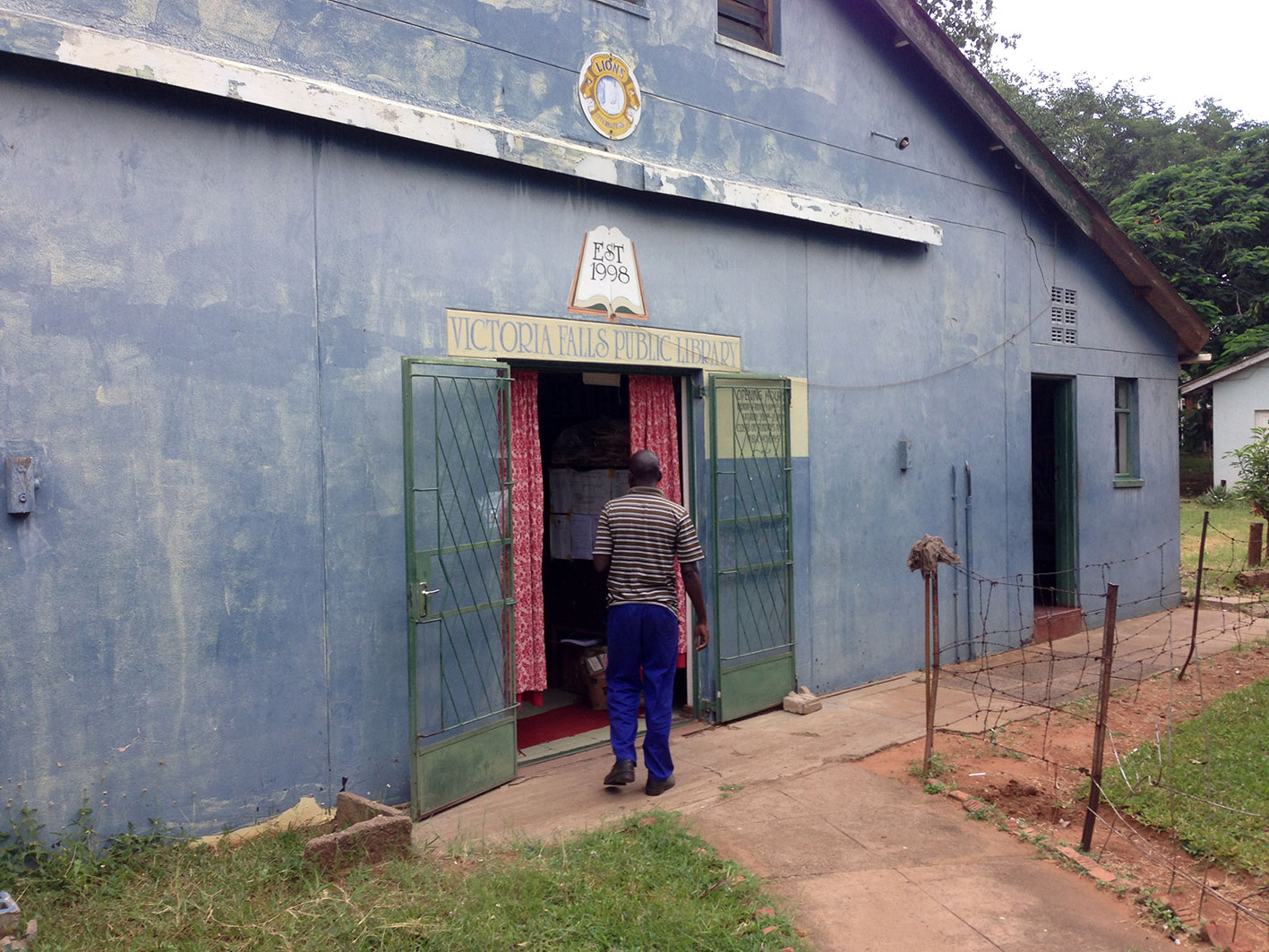
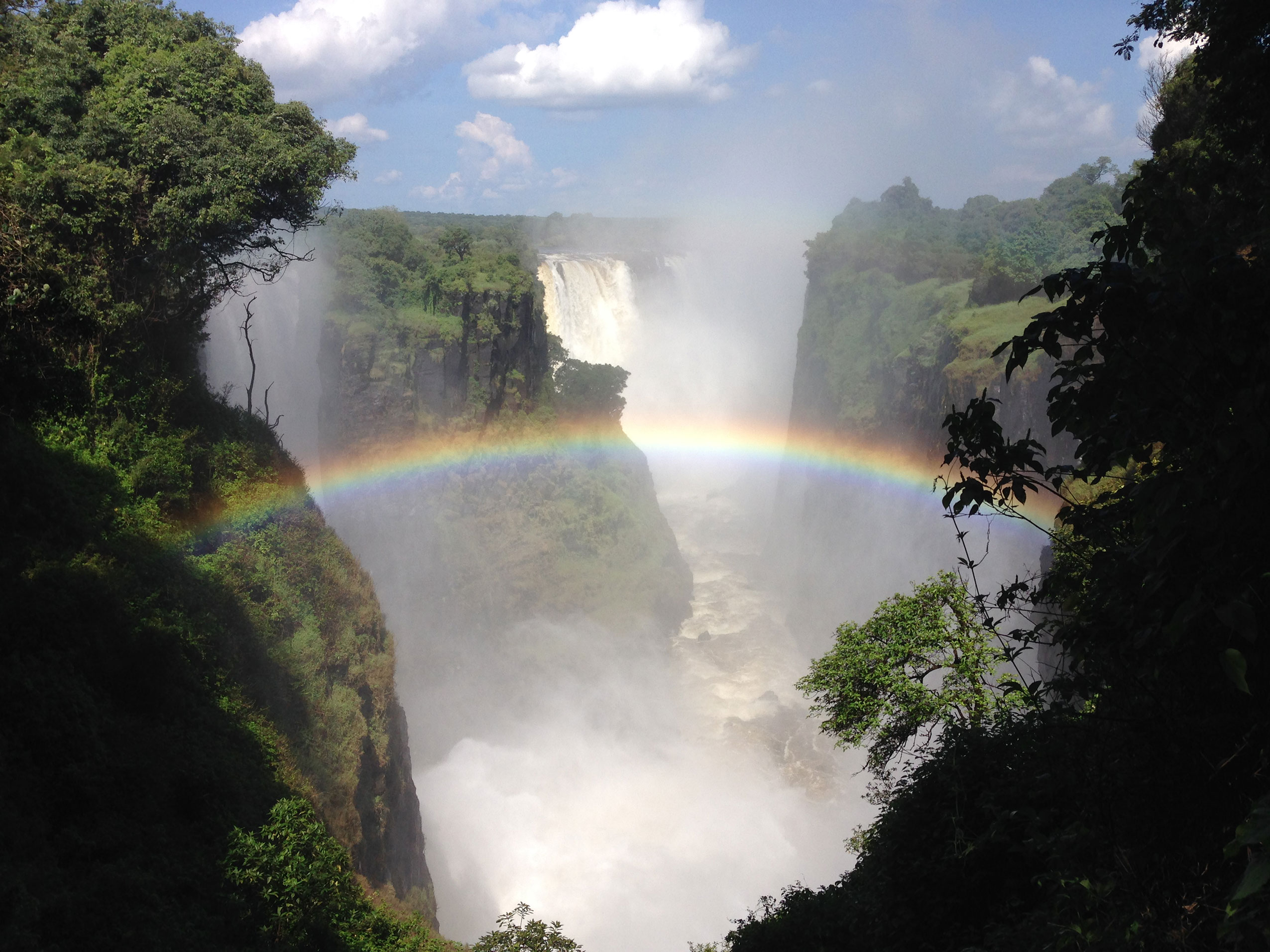

Вікторія-Фолз (англ. Victoria Falls) — місто на північному заході Зімбабве в провінції Північний Матабелеленд на південному березі річки Замбезі, поблизу від водоспаду Вікторія, найбільшого водоспаду в Африці. Населення 8 126 (1982), 17 259 (1992). На протилежному, замбійському березі від Вікторія-Фолз розташоване велике місто Марамба (Лівінгстон).
Перші будівлі в африканському селі, що існувало біля водоспаду, були поставлені Альбертом Гізом у 1898 році. Місто тут виникло 1901 році, коли вивчалися можливості використання водоспаду для влаштування електростанції. У 1905 році поселення значно збільшилося у зв'язку з будівництвом залізничного моста Вікторія-Фолз через Замбезі, який було відкрито для руху в квітні 1905 року. Найстаріший готель, відкритий в той рік, досі існує. У 1930 році міст зазнав реконструкції, до залізничного мосту була приєднана шосейна смуга.
Вікторія-Фолз — розвинений центр туризму. За 22 км від міста знаходиться міжнародний аеропорт. Місто оточує територія національного парку Вікторія-Фолз, у якому зберігається багате різноманіття африканської природи.